# キミなら何つくる?
『キミなら何つくる？』は、NHK Eテレで2014年度から放送されている小学校中学年・高学年向けの図画工作番組。初年度より字幕放送実施。

## 番組概要
この番組では3人の「図工組」が、毎回1つのテーマに対して、3人それぞれに取り組むもので、技術的なポイントに加え、作品の発想の方法や、表現のこつ、それに、それぞれが作った作品と小学生が作った作品との比較を通じ、ほかの人の作品のいいところを「認める心」も育んでいくのが番組の狙いである。
なお、小学校中学年・高学年向けの図画工作番組が放送されるのは、NHKでは1959年9月-1964年3月に放送された『美術教室』以来50年ぶり。
2013年8月14日にパイロット版が放送された。2014年4月よりレギュラー放送が始まった。
2014年には日本科学未来館にてワークショップを開いている。

## 出演者
- COWCOW（山田善し[6]・多田健二）
- 千野羽舞

## 放送時間
- 水曜日 9:10-9:20[7][8]
- 木曜日 15:30-15:40[7][8]

## 放送リスト
| #  | テーマ                               | 初回放送日    | その他出演者   | 番組内容など |
| -- | ------------------------------------ | ------------- | -------------- | ------------ |
| P  | 針金                                 | 2013年8月14日 | 橋寛憲         | [ 4 ]        |
| 1  | えがこう！感じて“フラワー”           | 2014年4月2日  | 金田実生       | [ 2 ]        |
| 2  | ねん土でにゅ！“秘密基地”             | 4月26日       | 井沢大也       | [ 9 ]        |
| 3  | く〜ねくね！糸のこでできた形から     | 5月14日       | 早見賢二       | [ 10 ]       |
| 4  | みんなで見よう！語り合おう！         | 5月28日       | -              | [ 11 ]       |
| 5  | ココが大変身！                       | 6月11日       | 瀧澤潔         | -            |
| 6  | えがこう！私の好きな図工室           | 6月25日       | 堀由樹子       | [ 12 ]       |
| 7  | 回そうクルクル！動くおもちゃ         | 7月9日        | 坂啓典         | [ 13 ]       |
| 8  | カチッ！液体ねん土で表そう           | 8月27日       | 弓良麻由子     | [ 14 ]       |
| 9  | 重ねてカラフル！ほり進み版画         | 9月10日       | 北村麻衣子     | [ 15 ]       |
| 10 | 光の世界に大変身！                   | 9月24日       | 鈴木太朗       | -            |
| 11 | えがこう！思いのままに墨             | 2015年4月8日  | 新恵美佐子     | -            |
| 12 | カクカク！わりピンアニメーション     | 4月22日       | 保田克史       | -            |
| 13 | 和の作品を味わおう！                 | 5月13日       | -              | [ 16 ]       |
| 14 | 重ねてワクワク！スチレンボード版画   | 5月27日       | 粟千紗都       | [ 17 ]       |
| 15 | チェンジ・ザ・ワールド               | 6月10日       | きたがわゆきこ | [ 18 ]       |
| 16 | 羽ばたけ！だんボール・バード         | 6月24日       | 玉田多紀       | -            |
| 17 | えがこう！写真から想像した世界       | 7月8日        | はらぺこめがね | -            |
| 18 | ギ〜コギコ！1枚の板から組み立てよう  | 8月19日       | 丹野則雄       | -            |
| 19 | あっちからみよう！こっちからみよう！ | 9月9日        | 戸田裕介       | [ 19 ]       |
| 20 | ギュッ！箱で思いを伝えよう           | 9月30日       | 大森裕美子     | [ 20 ]       |

## スタッフ
- 声の出演 - 樋口太陽
- 脚本 - 長江優子
- 取材協力 - 岡田京子、辻政博
- テーマ音楽 - 藤本功一
- 制作・著作 - 日本放送協会